# Nesle
Nesle is een gemeente in het Franse departement Somme in de regio Hauts-de-France. De gemeente telt 2451 inwoners (1999). De plaats maakt deel uit van het arrondissement Péronne.

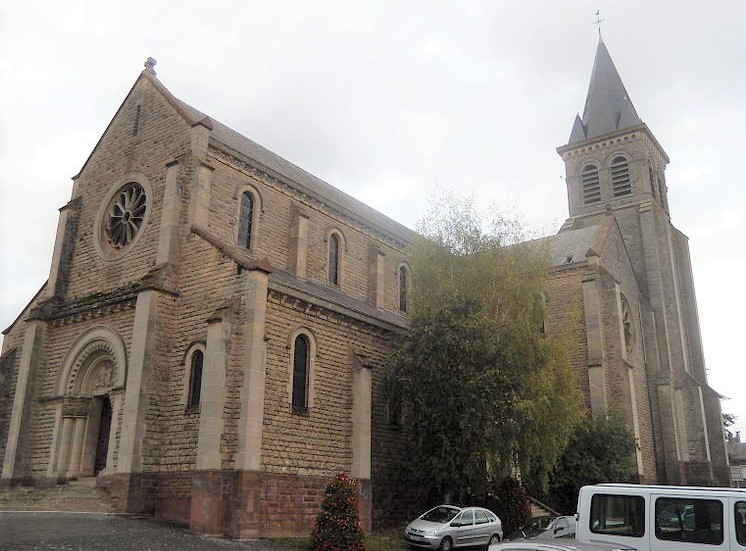
Collégiale Notre-Dame-de-l'Assomption

## Geschiedenis
Nesle werd op 14 juni 1472 verwoest en de bevolking geheel uitgemoord na het Beleg van Nesle tijdens de veldtocht van Karel de Stoute, Hertog van Bourgondië, om de Sommesteden te heroveren op koning Lodewijk XI van Frankrijk.

## Geografie
De oppervlakte van Nesle bedraagt 7,7 km², de bevolkingsdichtheid is 318,3 inwoners per km².
De onderstaande kaart toont de ligging van Nesle met de belangrijkste infrastructuur en aangrenzende gemeenten.

## Bezienswaardigheden
- De Collégiale Notre-Dame-de-l'Assomption

## Demografie
Onderstaande figuur toont het verloop van het inwonertal (bron: INSEE-tellingen).

## Verkeer en vervoer
In de gemeente staat het treinstation van Nesle.